# Edgar Reitz

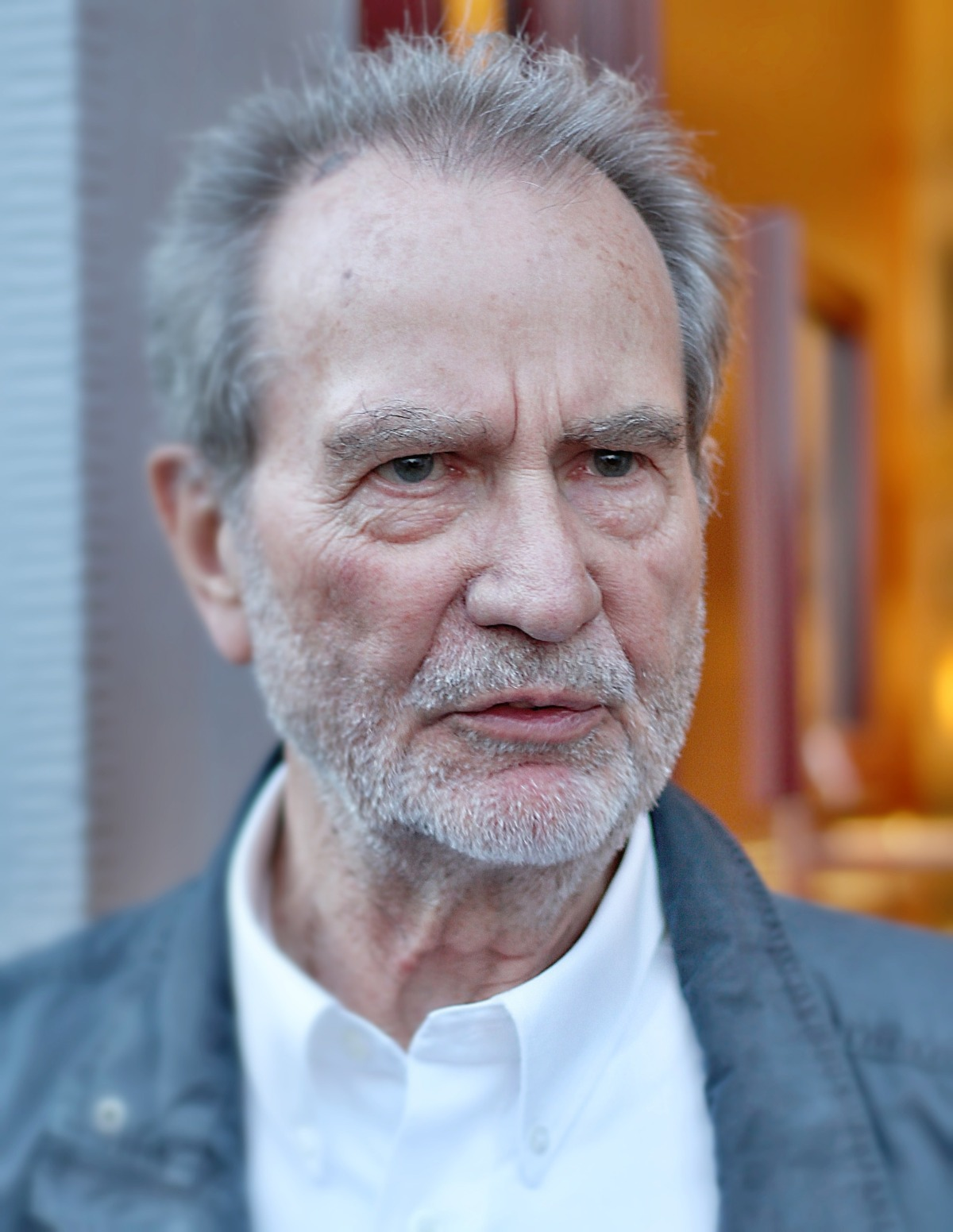
Edgar Reitz (2015)

Edgar Reitz (Morbach, 1 november 1932) is een Duits schrijver en regisseur. Ook was hij docent filmwetenschappen aan de "Hochschule für Gestaltung" in Karlsruhe.
Reitz studeerde theater- en kunstgeschiedenis in München. Hij richtte samen met Alexander Kluge in 1962 het "Institut für Filmgestaltung" op en was mede-ondertekenaar van het "Oberhausener Manifest", dat meestal als het begin van de nieuwe Duitse (auteurs)film wordt beschouwd.
Edgar Reitz heeft zijn reputatie vooral te danken aan de lange film-trilogie Heimat (1, 2, 3 & 4), die een beeld probeerde te geven van Duitsland in de 20e eeuw zoals het door de kleine man werd beleefd, geconcentreerd rond de belevenissen van de familie Simon en een van de kinderen, Hermann Simon, in een fictief dorpje, Schabbach.
Heimat 1 (11 afleveringen) volgt de levensloop van Maria Simon, en geeft weer welke invloed de gebeurtenissen in Duitsland hebben op het dorp Schabbach en de verschillende leden van de familie tijdens de periode van 1918 tot de jaren zeventig. 

Heimat 2 (Die zweite Heimat) (13 afleveringen) beschrijft de amoureuze en artistieke belevenissen van Hermann Simon, zoon van Maria Simon, als student aan het conservatorium van München en erna, en geeft een gedetailleerd tijdsbeeld van de jaren zestig. 

Heimat 3 (6 afleveringen) neemt het leven van Hermann Simon weer op, nu een internationaal gevierd componist en dirigent, sinds de val van de muur in 1989. Serie 3 eindigt op 1 januari 2000. 

Heimat 4 (Heimat-Fragmenten: Die Frauen) (docu/drama) Een terugblik op het verleden gezien door de ogen van Lulu, de dochter van Hermann Simon en kleindochter van Maria. Dit keer gaat het niet om een filmreeks, maar om een film van 146 minuten. Eigenlijk gaat het niet om een vervolg, maar om een filologisch commentaar op de voorbije serie van 30 langspeelfilms, een nostalgische terugblik op een project waar de Duitse regisseur een kwart eeuw aan werkte.
Voor Die Andere Heimat - Chronik Einer Sehnsucht (2013) ontving Reitz de Preis der deutschen Filmkritik in de categorie "beste speelfilm".

## Filmografie
- Mahlzeiten (1966)
- Die Reise nach Wien (1973)
- Die Stunde Null (1976)
- Der Schneider von Ulm (1978)
- Heimat (1982-1984)
- Die Zweite Heimat (1985-1992)
- Der Atemkünstler (2000)
- Heimat 3 (2004)
- Heimat-Fragmente: Die Frauen (2006)
- Die Andere Heimat - Chronik Einer Sehnsucht (2013)